# Фискут (Арад)
Фискут (рум. Fiscut) насеље је у Румунији у округу Арад у општини Шагу. Oпштина се налази на надморској висини од 168 m.

## Прошлост
Аустријски царски ревизор Ерлер је 1774. године констатовао да место "Фишкут" припада Сентмиклошком округу, Чанадског дистрикта. Становништво је у њему претежно влашко. У "Фишкуту" је 1797. године пописан православни клир. Оба свештеника, Константин Поповић (рукоп. 1764) парох и Марко Поповић (1787) парох млађи, говорили су српским и румунским језиком.

## Становништво
Према подацима из 2002. године у насељу је живело 548 становника.

### Попис2002.
| Расподела становништва по националности 2002.‍ | Расподела становништва по националности 2002.‍ | Расподела становништва по националности 2002.‍ | Расподела становништва по националности 2002.‍ | Расподела становништва по националности 2002.‍ |
| --------------------------------------------- | --------------------------------------------- | --------------------------------------------- | --------------------------------------------- | --------------------------------------------- |
|                                               |                                               |                                               |                                               |                                               |
| Румуни                                        | Румуни                                        |                                               | 429                                           | 78,3%                                         |
| Мађари                                        | Мађари                                        |                                               | 18                                            | 3,3%                                          |
| Роми                                          | Роми                                          |                                               | 101                                           | 18,4%                                         |